# Scott (Nueva York)
Scott es un pueblo ubicado en el condado de Cortland en el estado estadounidense de Nueva York. En el año 2000 tenía una población de 1.193 habitantes y una densidad poblacional de 20.7 personas por km².

## Geografía
Scott se encuentra ubicado en las coordenadas 42°43′46″N 76°13′54″O / 42.72944, -76.23167.

## Demografía
Según la Oficina del Censo en 2000 los ingresos medios por hogar en la localidad eran de $39,000, y los ingresos medios por familia eran $43,438. Los hombres tenían unos ingresos medios de $32,313 frente a los $20,817 para las mujeres. La renta per cápita para la localidad era de $15,588. Alrededor del 9.9% de la población estaban por debajo del umbral de pobreza.